# Hermite (cràter)
Hermite és un cràter d'impacte localitzat prop del pol nord de la Lluna. Va ser descobert el 1964. A l'oest se situa el cràter Rojdéstvenski, i al sud apareixen Lovelace i Sylvester. El cràter Grignard es troba directament adjacent al sud-oest d'Hermite. El 2008, el cràter al marge sud-oest de l'Hermite va ser nomenat Lenard per l'UAI, pel físic hongarès Philipp Lenard.
Des de la Terra aquest cràter es veu pràcticament de perfil, il·luminat per la llum solar molt obliquament.

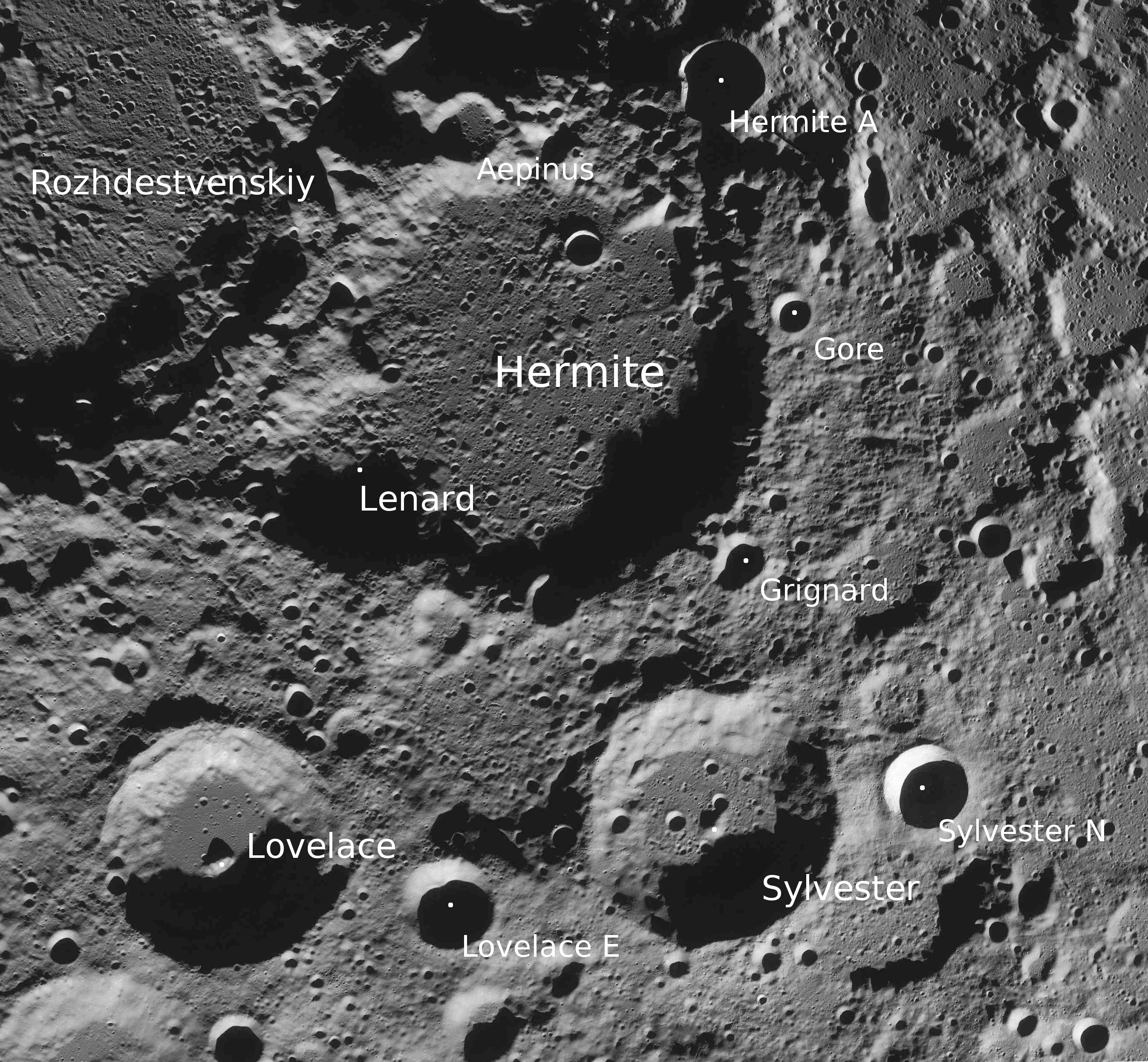
Localització d'Hermite. Fotografia de la missió LRO.

Es tracta d'un cràter desgastat i erosionat, amb una vora exterior rugosa que mostra nombroses osques i impactes. Un segon cràter depassa el brocal d'Hermite pel seu costat sud-oest, de manera que les dues formacions s'han fusionat i comparteixen el mateix sòl interior. Un parell de petits cràters se situen en la part sud del brocal, amb un altre petit cràter que també està unit a l'extrem nord. El sòl interior és el resultat del ressorgiment de lava, de manera que forma una plana ampla que està marcada per cràters diminuts i pujols baixos. Un altre petit cràter se situa en la plataforma interior prop de la paret nord-est.
El 2009, les dades de la missió Lunar Reconnaissance Orbiter de la NASA van permetre descobrir que Hermite és el lloc més fred registrat fins avui en el sistema solar, amb temperatures de 26 kelvin (-247° celsius). Per establir una comparació, cal assenyalar que en la superfície de Plutó la temperatura "només" es redueix a uns 43 kelvin (-229° celsius).

## Cràters satèl·lit
Per convenció aquests elements s'identifiquen en els mapes lunars col·locant la lletra en el costat del punt mitjà del cràter que està més proper a Hermite.
|         | \| Hermite \| Coordenades \| Diàmetre \| \| ------- \| ------------------------------------ \| -------- \| \| A \| 87° 48′ N, 47° 06′ O / 87.8°N,47.1°O \| 20 km \| |          |
| Hermite | Coordenades | Diàmetre |
| A       | 87° 48′ N, 47° 06′ O / 87.8°N,47.1°O | 20 km    |

### Altres referències
- (WGPSN), IAU Working Group for Planetary System Nomenclature. «Gazetteer of Planetary Nomenclature. 1:1 Million-Scale Maps of the Moon» (en anglès).  UAI / USGS, 13-02-2013. [Consulta: 6 abril 2016].
- Andersson, L. E.; Whitaker, E. A.,. NASA Catalogue of Lunar Nomenclature (en anglès).  NASA RP-1097, 1982.
- Blue, Jennifer. «Gazetteer of Planetary Nomenclature» (en anglès).  USGS, 25-07-2007. [Consulta: 2 gener 2012].
- Bussey, B.; Spudis, P.. The Clementine Atlas of the Moon (en anglès).  Nueva York: Cambridge University Press, 2004. ISBN 0-521-81528-2.
- Cocks, Elijah E.; Cocks, Josiah C.. Who's Who on the Moon: A Biographical Dictionary of Lunar Nomenclature (en anglès).  Tudor Publishers, 1995. ISBN 0-936389-27-3.
- McDowell, Jonathan. «Lunar Nomenclature» (en anglès).   Jonathan's Space Report, 15-07-2007. [Consulta: 2 gener 2012].
- Menzel, D. H.; Minnaert, M.; Levin, B.; Dollfus, A.; Bell, B. «Report on Lunar Nomenclature by The Working Group of Commission 17 of the IAU» (en anglès). Space Science Reviews, 12, 1971, pàg. 136.
- Moore, Patrick. On the Moon (en anglès).  Sterling Publishing Co, 2001. ISBN 0-304-35469-4.
- Price, Fred W. The Moon Observer's Handbook (en anglès).  Cambridge University Press, 1988. ISBN 0521335000.
- Rükl, Antonín. Atlas of the Moon (en anglès).  Kalmbach Books, 1990. ISBN 0-913135-17-8.
- Webb, Rev. T. W.. Celestial Objects for Common Telescopes, 6ª edición revisada (en anglès).  Dover, 1962. ISBN 0-486-20917-2.
- Whitaker, Ewen A. Mapping and Naming the Moon (en anglès).  Cambridge University Press, 2003. 978-0-521-54414-6.
- Wlasuk, Peter T. Observing the Moon (en anglès).  Springer, 2000. ISBN 1-85233-193-3.